# Croton inhambanensis
Espèce
Croton inhambanensis est une espèce de plantes à fleurs du genre Croton et de la famille des Euphorbiaceae présente au Mozambique.